# BitChute
BitChute es un servicio de alojamiento de vídeos que funciona mediante tecnología peer-to-peer. Fue fundado como método de evitar algunas de las reglas de contenido marcadas en plataformas como Youtube, y algunos creadores de contenido que fueron bloqueados o cuyos canales fueron desmonetizados (impedidos de recibir beneficios por la inclusión de anuncios en sus vídeos) en Youtube han migrado a BitChute.
La plataforma se creó en 2017. En el lanzamiento, el sitio se describió a sí mismo como usando tecnología WebTorrent peer-to-peer. En noviembre de 2019, The Daily Dot cuestionó si el uso compartido de usuario final entre pares estaba realmente en uso.

## Críticas
La plataforma ha sido acusada de ser un  «albergue de contenido ultraderechista "por su política de neutralidad"» sic, y específicamente criticada por el Southern Poverty Law Center por alojar «contenido motivado por el odio».